# Медуза (Секретные материалы)
«Медуза» (англ. «Medusa») — 12-й эпизод 8-го сезона сериала «Секретные материалы». Премьера состоялась 11 февраля 2001 года на телеканале FOX. Эпизод принадлежит к типу «Монстр недели».
Режиссёр — Ричард Комптон, автор сценария — Фрэнк Спотниц, приглашённые звёзды — Кен Дженкинс, Пенни Джонсон, Адам Либерман, Вито Руджинис, Джудит Скотт, Брент Секстон.
В США серия получила рейтинг домохозяйств Нильсена, равный 8,2, который означает, что в день выхода серию посмотрели 13,8 миллионов человек.
Главные герои серии — Дана Скалли (Джиллиан Андерсон) и её новый напарник Джон Доггетт (Роберт Патрик), агенты ФБР, расследующие сложно поддающиеся научному объяснению преступления, называемые «Секретными материалами».

## Сюжет
Серия странных смертей происходит в туннеле Бостона. Доггетт присоединяется к группе профессионалов для расследования под землёй. Тем временем на поверхности Скалли приходится бороться с властями, которые решили запустить поезда в туннелях через несколько часов.